# The Rivals of Sherlock Holmes (televisieserie)
The Rivals of Sherlock Holmes was een Britse televisieserie die tussen 1971 en 1973 in 26 afleveringen werd geproduceerd. Deze serie laat tijdgenoten zien van Arthur Conan Doyle's Sherlock Holmes.
Sherlock Holmes was oorspronkelijk een figuur van Conan Doyle waarvan de  verhalen in de jaren 1891 tot 1914 werden gepubliceerd in The Strand Magazine.

## Acteurs in de serie
- Paul Whitsun-Jones      - als dikke man
- John Gatrell   	 - als juwelier
- Susanna-Oosten  	 - als meisje
- Barry Ashton   	 - als Buller's bankbediende
- James Cairncross 	 - als Briggs
- Michael Cashman 	 - als assistent Purser Robbins
- John Dawson    	 - als inspecteur  Fullalove
- Edward Dentith 	 - als Sir Edward Markham
- Joe Dunlop     	 - als politieagent Oates
- Robert Hartley  	 - als arts
- Cyd Hayman	         - als Laura Stanley
- Charles Lloyd Pack	 - als mr. Neal
- John Nettleton  	 - als admiraal Christador
- Clifford Parrish 	 - als dr. Ewing
- Maurice Snel            - als gerechtsdeurwaarder
- Derek Smith 	         - als Henry Jacobs
- Petronella Barker 	 - als miss Parrot
- John Thaw           - als luitenant Hoist
- Peter Barkworth 	 - als Arthur Hewitt
- Kenneth Colley 	 - als Farrish
- Ronald Hines   	 - als Jonathan Pride
- Peter Vaughan  	 - als Horace Dorrington
- Douglas Wilmer 	 - als prof. Van Dusen

## Afleveringen
1. A Message from the Deep Sea
2. The Missing Witness Sensation
3. The Affair of the Avalanche Bicycle & Tyre Co. Ltd.
4. The Duchess of Wiltshire's Diamonds
5. The Horse of the Invisible
6. The Case of the Mirror of Portugal
7. Madame Sara
8. The Case of the Dixon Torpedo
9. The Woman in the Big Hat
10. The Affair of the Tortoise
11. The Assyrian rejuvenator
12. The Ripening Rubies
13. The Case of Laker, Absconded
14. The Mysterious Death on the Underground Railway
15. Five Hundred Carats
16. Cell 13
17. The Secret of the Manifique
18. The Absent-Minded Coterie
19. The Sensible Action of Lieutenant Hoist
20. The Superfluous Finger
21. Anonymous Letters
22. The Moabite Cypher
23. The Secret of the Foxhunter
24. The Missing Q.C.s
25. The Looting of the Species Room
26. The Mystery of the Amber Beads